# Hidajet Hankić
Hidajet Hankić (* 29. Juni 1994 in Schwarzach im Pongau) ist ein bosnisch-österreichischer Fußballtorwart.

## Karriere

### Verein
Hankić begann seine Karriere in der AKA Linz. 2011 wechselte er nach Tschechien zum FK Mladá Boleslav. Sein Profidebüt gab er am 29. Spieltag 2013/14 gegen Sparta Prag. 2015 wechselte er wieder nach Österreich zum SV Austria Salzburg.
Nach dem Abstieg Salzburgs in die Regionalliga wechselte er im Sommer 2016 zum Zweitligisten FC Blau-Weiß Linz.
Zur Saison 2018/19 wechselte er zum Bundesligisten FC Wacker Innsbruck, bei dem er einen bis Juni 2019 laufenden Vertrag erhielt. Mit Wacker musste er zu Saisonende aus der Bundesliga absteigen.
Daraufhin wechselte er zur Saison 2019/20 nach Rumänien zum FC Botoșani. In zwei Spielzeiten in Botoșani absolvierte er 34 Partien in der Liga 1. Zur Saison 2021/22 wechselte Hankic nach Bulgarien zu Botew Plowdiw.

### Nationalmannschaft
Der gebürtige Österreicher Hankić wurde im November 2023 erstmals für die bosnische Nationalmannschaft nominiert.